# Alberta Watson
Alberta Watson właściwie Faith Susan Alberta Watson (ur. 6 marca 1955 w Toronto w Kanadzie, zm. 21 marca 2015 w Toronto) – kanadyjska aktorka.
Znana głównie z roli Madeline z serialu Nikita kręconego w latach 1997–2001.

## Życiorys
Urodziła się i dorastała w Toronto w Kanadzie. Jej matka Grace pracowała w fabryce, wychowywała ją i jej przyrodniego brata. Alberta Watson nigdy nie poznała swojego ojca, który opuścił ich zaraz po jej narodzinach.
W wieku 15 lat ukończyła szkołę średnią „East York Collegiate”. W tym samym roku zaczęła występować w teatrze z grupą FOG. Następnie studiowała aktorstwo na „Ryerson Polytech”. Mając 16 lat grupa FOG rozpadła się w wyniku czego przeniosła się ze swoim wówczas 27-letnim chłopakiem na wieś, gdzie mieszkała razem z przyjaciółmi i byłymi członkami grupy FOG. Po roku zerwała z chłopakiem i wróciła do Toronto by poświęcić się aktorstwu. Gdy miała 19 lat, zmarła jej matka wskutek ziarnicy złośliwej.

## Życie prywatne
Alberta Watson była mężatką przez około 8 lat i wraz z mężem mieszkała w New Jersey w USA. Po rozwodzie przeprowadziła się do Kanady. Od grudnia 1995 spotykała się z mężczyzną o imieniu Ken.
W 2001 zdiagnozowano u niej nowotwór i poddała się chemioterapii. Po leczeniu nie wystąpiły przerzuty i wróciła do aktorstwa. Alberta Watson zmarła 21 marca 2015 roku w Toronto mając 60 lat. Informację o śmierci aktorki przekazała jej agentka, Pam Winter.

## Filmografia
- Helen (2008) jako dr Sherman
- Growing Op (2008) jako Marilla
- Świadek bez pamięci (The Lookout) (2007) jako Barbara Pratt
- Obywatel Duane (Citizen Duane) (2006) jako Bonnie Balfour
- Daleko od niej (Away from Her) (2006) jako dr Fischer
- Książę i ja (The Prince and Me) (2004) jako Amy Morgan
- Poszukiwani (1-800-Missing) (2003) jako Mrs. Mastriani
- Cal do szczęścia (Hedwig and the Angry Inch) (2001) jako Hansel’s Mom/Hedwig Schmitt
- Nikita (serial) (1997–2001) v Madeline
- Głęboko (Deeply) (2000) jako Fiona McKay
- Słodkie jutro (The Sweet Hereafter) (1997) jako Risa
- Gotti (1996) jako Victoria Gotti
- Hakerzy (Hackers) (1995) jako Lauren Murphy
- Spanking the Monkey (1994) jako Susan Aibelli
- Prawo i porządek (Law & Order) („His Hour Upon the Stage”) (1991) jako Hanley („Skin Deep”) (1992) jako Angela Brandt
- Waleczne kobiety (Women of Valor) (1986) jako Helen Prescott
- Twierdza (The Keep) (1983) jako Eva Cuza